# Воля-Хожельовська
Воля-Хожельовська (пол. Wola Chorzelowska) — село в Польщі, у гміні Мелець Мелецького повіту Підкарпатського воєводства.
Населення — 384 особи (2011).
У 1975-1998 роках село належало до Ряшівського воєводства.

## Демографія
Демографічна структура станом на 31 березня 2011 року:
|          | Загалом | Допрацездатний вік | Працездатний вік | Постпрацездатний вік |
| -------- | ------- | ------------------ | ---------------- | -------------------- |
| Чоловіки | 197     | 37                 | 148              | 12                   |
| Жінки    | 187     | 39                 | 116              | 32                   |
| Разом    | 384     | 76                 | 264              | 44                   |